# Брислах
Брислах (нем. Brislach) — коммуна в Швейцарии, в кантоне Базель-Ланд.
Входит в состав округа Лауфен. Население составляет 1572 человека (на 31 марта 2008 года). Официальный код — 2782.

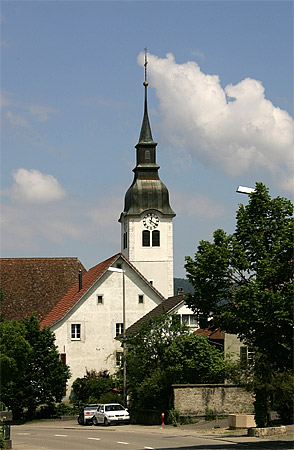
Брислах